# Louis-Charles Beylard
Louis-Charles Beylard fue un escultor francés, nacido el año 1843 en Burdeos y fallecido en 1925.

## Obras
- Busto en bronce de Jean-Claude Colfavru, en su tumba del Cementerio de Montparnasse.

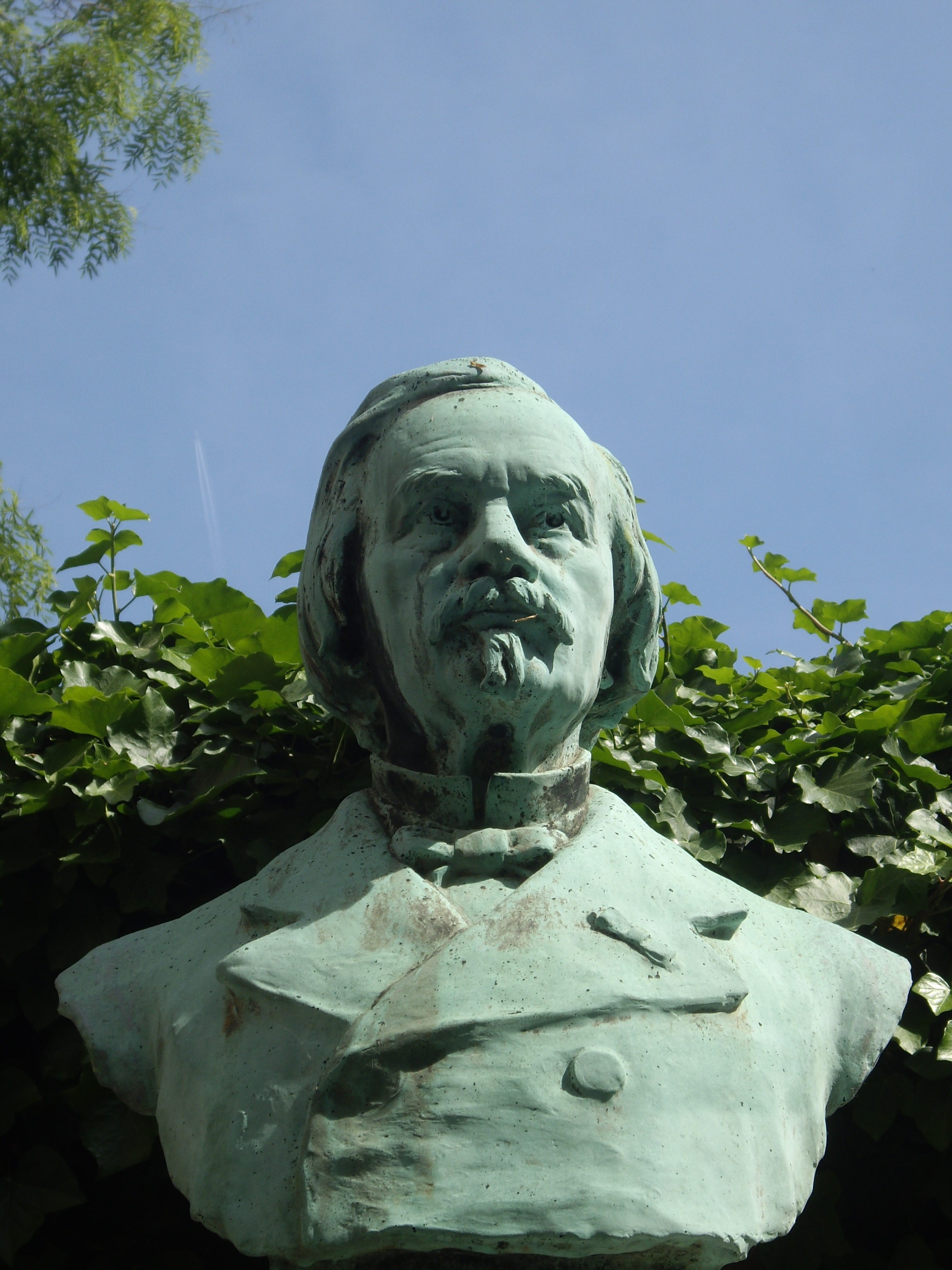
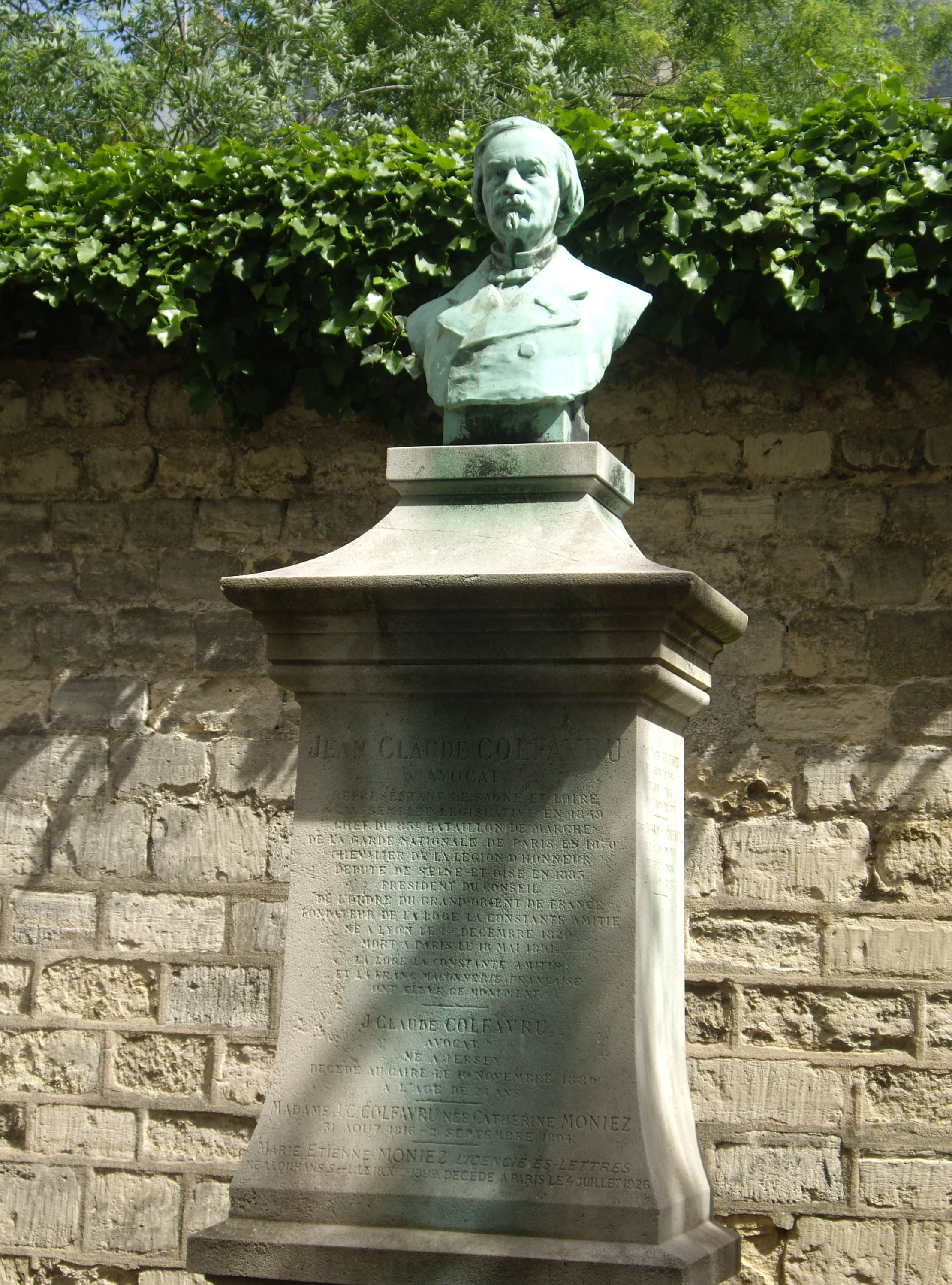

- Antiguas balneario de Evian-les-Bains, vestíbulo: cuatro estatuas alegóricas representando a las fuentes Cachat, Clermon, Bonnevie y Cordeliers.

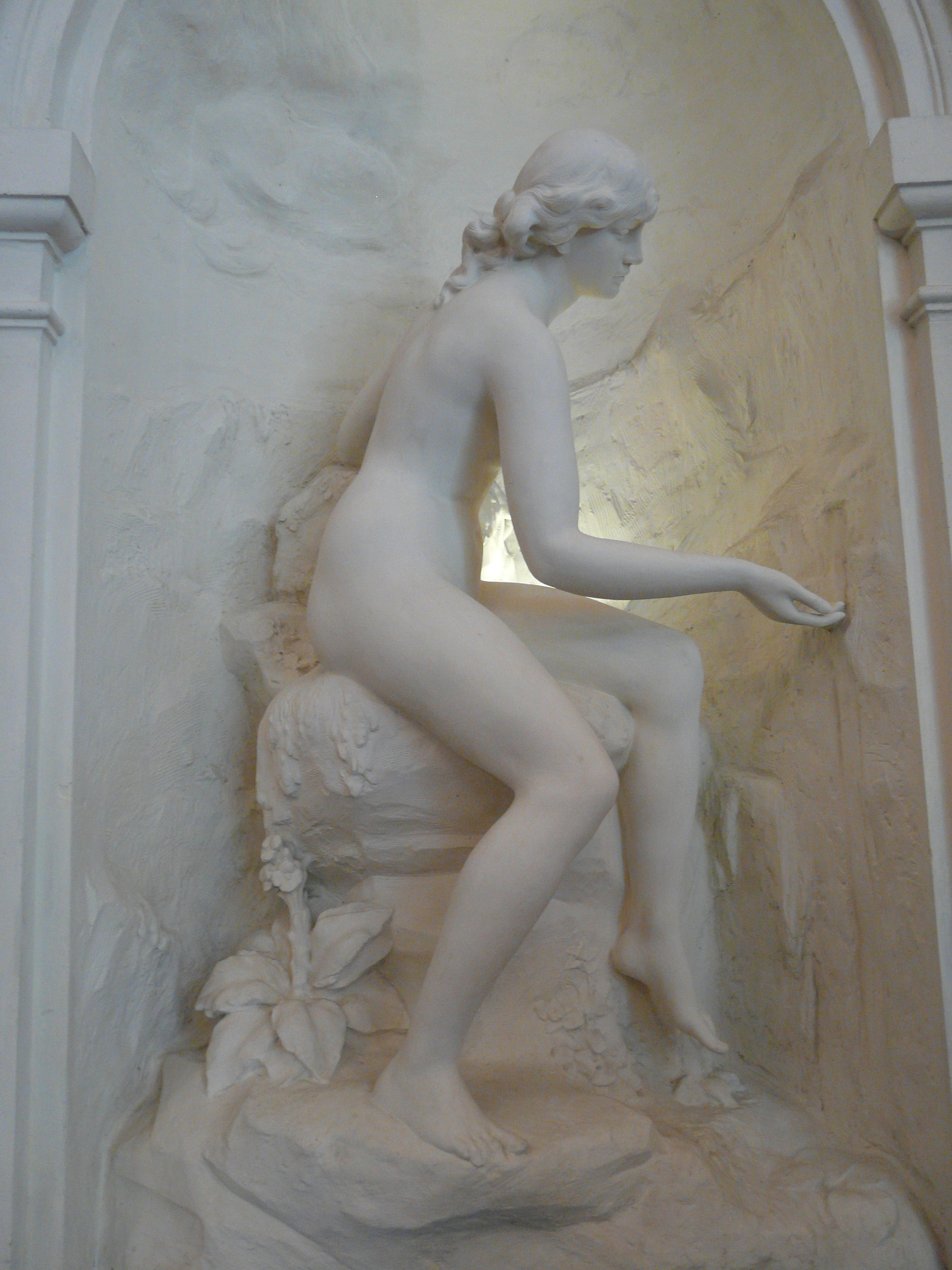
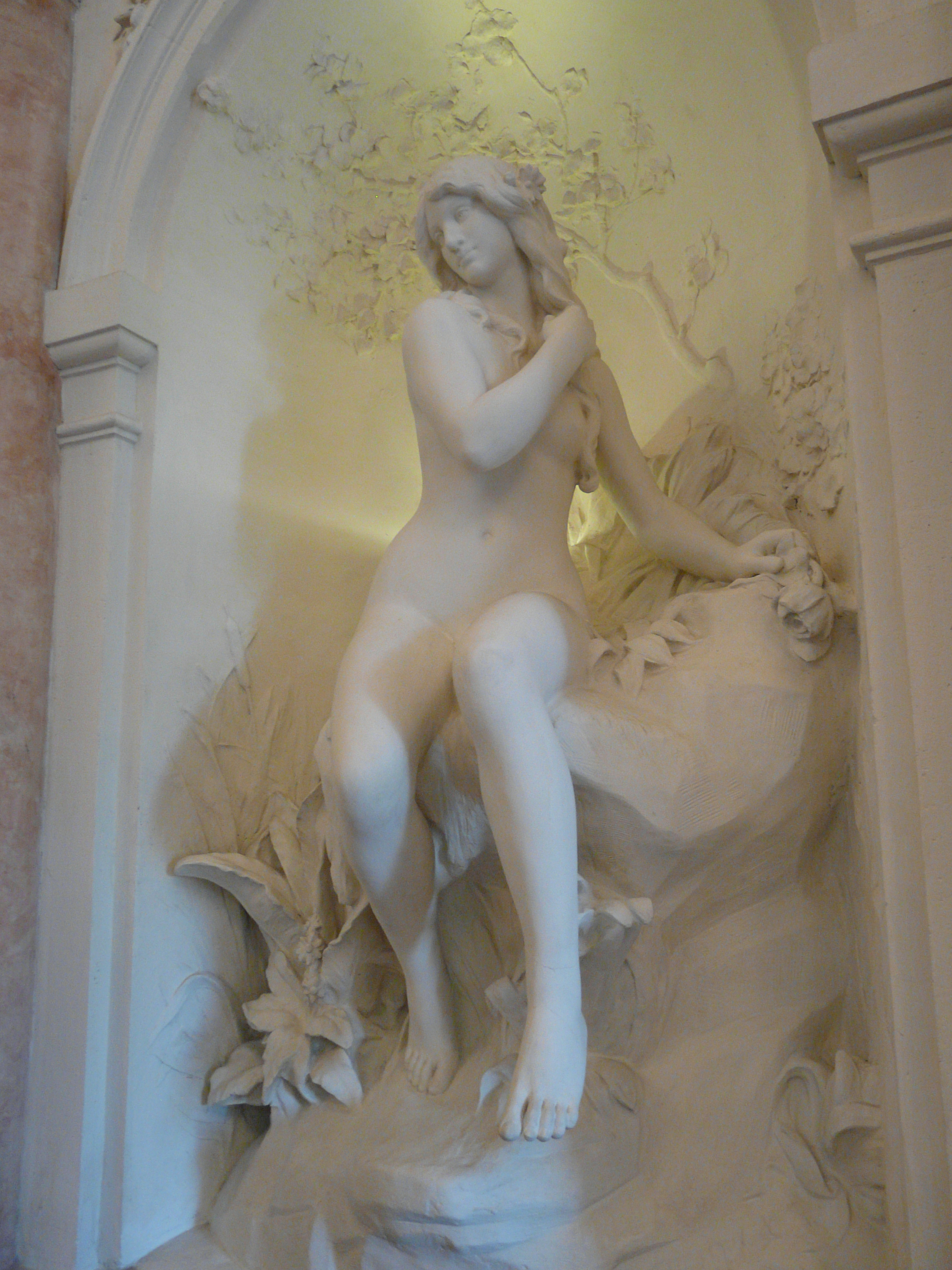
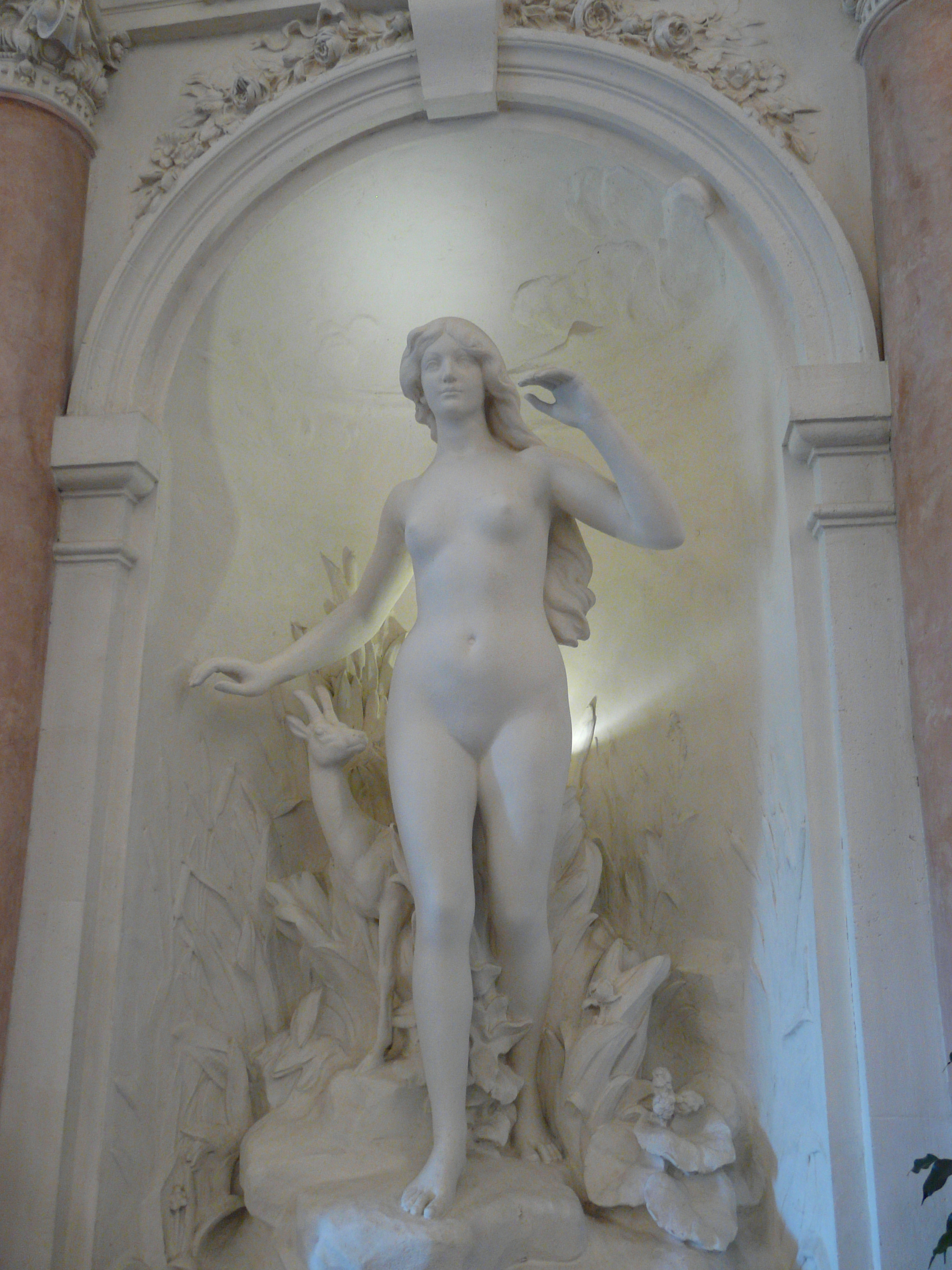
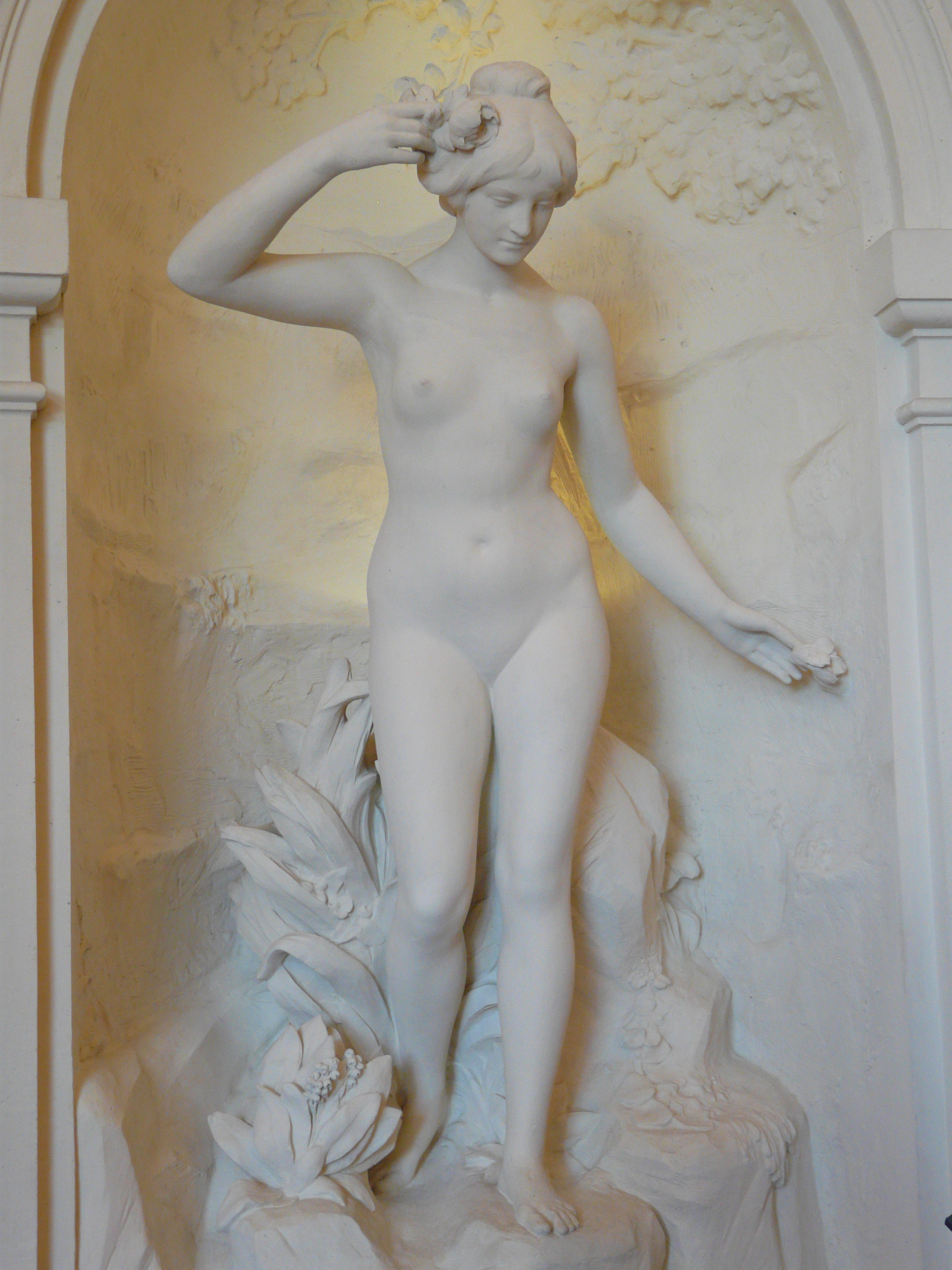